# Ménélé
Ménélé ou Ménélée ou Ménelé(e) ou Méléré ou Ménéré ou Mouvier (en latin : Meneleus) (° vers 654/660 - † vers 720) est un saint vénéré par les Églises catholique et orthodoxe, célébré le 22 juillet.

## Histoire et tradition
Saint Ménélé, ou Ménelé, naquit vers 654-660 en Neustrie (futur Anjou), sur le territoire de Précigné, plus précisément aux Parillés, à environ 3,5 km du bourg.
Puissant seigneur, son père s’appelait Amanulfe, et sa mère Docule. Dès sa tendre enfance, Ménelé montrait un caractère très pieux. Il aimait se recueillir et prier, notamment à la chapelle Saint-Martin de Précigné. Il choisit de se consacrer à Dieu. Mais son père, voyant en lui sa descendance, l’impliquait dans la gestion de son domaine et tentait de le marier. Il lui trouva une fiancée digne de son rang : Sensa, fille d’un seigneur Baronte, habitant Nantilly, près de Saumur. La veille de ses noces, Ménélé s’enfuit des Parillés, accompagné de deux jeunes serviteurs, Savinien et Constance. Les trois fugitifs arrivent en Auvergne, rencontrent un moine nommé Théofrède, et le suivent dans son monastère de Calminiac (Saint-Chaffre), où ils restent sept ans.
À la suite d'une vision, Ménélé décide de s’installer à Menat et d’y relever l’ancien monastère en ruines. Ménélé et Savinien réussissent si bien dans ce projet que Menat devient prospère. Ménélé est élevé à la dignité d’abbé. À sa mort, sans doute le 22 juillet 720, Savinien lui succède.
Un chapiteau de l'église abbatiale de Menat, transformé aujourd'hui en fonts baptismaux, met en scène la légende de saint Ménélé.
La bibliothèque de Cluny contenait un manuscrit sur la vie du saint.

## Culte
Sur l’intervention du marquis de Torcy, seigneur de Sablé-sur-Sarthe et de Bois-Dauphin, des reliques des deux saints sont accueillies à la paroisse de Précigné le 23 août 1712. Plus d'une cinquantaine d'ecclésiastiques prirent part à la procession, et plus de 80 le lendemain pour la consécration solennelle de l'église et des autels. Messe de vigile, grand-messes  et messes basses se succédèrent jour et nuit pendant 3 jours, avec processions et prédications. Un an d'indulgence fut offert aux paroissiens qui assistèrent à la cérémonie, et 40 jours à ceux qui visiteraient l'église le jour de l'anniversaire de la dédicace fixée le dimanche de l'octave de l'Assomption de la Sainte Vierge.  